# 烏克蘭足球乙級聯賽
烏克蘭足球乙級聯賽（Druha Liha）是烏克蘭足協協會組織的第三級別職業足球聯賽，1992年，聯賽也被稱為過渡聯賽。
聯賽的降級球隊會失去其專業聯賽資格，並降級到所屬的區域協會。

## 外部連結
- （乌克兰語） Druha Liha at Official Site of the Professional Football league of Ukraine （页面存档备份，存于）
- （乌克兰語） Interaction site for Druha liha
- （俄文） Variety of championships （页面存档备份，存于）